# 胜利之吻
《胜利之吻》（英語：V-J Day in Times Square，或）（又有《时代广场的胜利日》、《时代广场的胜利日之吻》等译名），为摄影师阿尔弗雷德·艾森施泰特在美國時間1945年8月14日所拍攝到的护士與水兵接吻照。这一日，轴心国法西斯阵营最后剩余的主要交战国日本帝國接受同盟國發出的《波茨坦公告》宣佈無條件投降，向美利坚合众国国民传达，大戰结束的消息令大众在時報廣場庆祝第二次世界大战终战。虽然作品名为“V-J Day”（第二次世界大战对日战争胜利纪念日），然而并非日本正式签署投降文书的1945年9月2日（即第二次世界大战对日战争胜利纪念日）當日拍攝照片。该作品發表在1945年8月27日的生活杂志上。

## 该场景的其他照片
美国海军报道班员维克多·约根森所捕捉到的相同场面、以「吻別戰爭」（Kissing the war Goodbye）为题的照片亦存在。因该照片是美利坚合众国政府的著作物而进入公有领域，也被翌日《纽约时报》所刊载。

## 主人公身份

### 男主角
乔治·門多薩曾在太平洋服役，拍照当天是他的返乡假期。 當時他只有22歲，那天是他與後來的妻子麗塔·佩特里的第一次約會，他們正在聽音樂會。突然，外面的人群開始敲打劇院門，還有人大聲呼喊道：「戰爭結束了!」門多薩和佩特里走到外面，街上的人都在狂歡。他們在酒吧停了下來。「我們所有人都在喝酒，吼着鬧着。」門多薩回憶道。離開酒吧後，他們發現自己被擁擠的人潮帶到了時代廣場。「所以我們進去了時代廣場，戰爭結束了，我看到了一個護士，」他繼續回憶道，「我喝了幾杯酒，我猜是出於本能反應吧，我抓住了她。」門多薩還解釋說，他誤以為弗里德曼是一名護士，因為他在戰爭期間也經常看到護士們在行動，他也很欣賞護士們的工作。佩特里當時也在門多薩和弗里德曼的旁邊，「我在他們背後，像傻瓜一樣咧嘴笑着，這對我來說無關緊要。」佩特里2005年接受CNN採訪時說道。
2019年2月17日，他在罗得岛一个看护机构中摔倒后，突发疾病不治，享年95岁。 他被安葬在家鄉羅得島米德爾敦的聖科倫巴墓地。

### 女主角
弗里德曼因其當時的穿著而被稱為護士，但她實際的職位為牙醫助理。1945年8月14日，她與人群一同在時代廣場慶祝二戰結束時，碰上一名穿著水手制服的陌生人摟住並吻了她。弗里德曼直到20世紀60年代才看到這張照片，她通過髮型、衣服和身材認出了照片中的人是自己。
弗里德曼曾回忆说，她在牙科诊所得到了战争结束的消息，于是她在午餐休息时走到时代广场想看个究竟。一切就在那时候发生了。“我没有看见他走过来，在我知道之前，他就把我紧紧抓住了。”她说，“那个男人非常强壮。我不是在吻他。是他在吻我。我当时大脑里面一片空白。但没有反对他吻我，因为他曾经为正义而战。那是好长的一个吻啊！他把我放倒在他的手臂上，我觉得就像是在跳舞。可惜我那时把眼睛闭上了，没有看清楚到底吻我的人是谁，也不知道他叫什么。”2005年她接受采访时补充说：“這不是那種意義的吻。這更像是一種興高采烈的行為，他不用再回去了。他只是抱緊我，我不確定這到底是不是一個吻，這只是人們在慶祝。”
葛芮塔於2016年9月8日在弗吉尼亚州里士滿去世，享年92歲。

## 脚注

《胜利之吻》

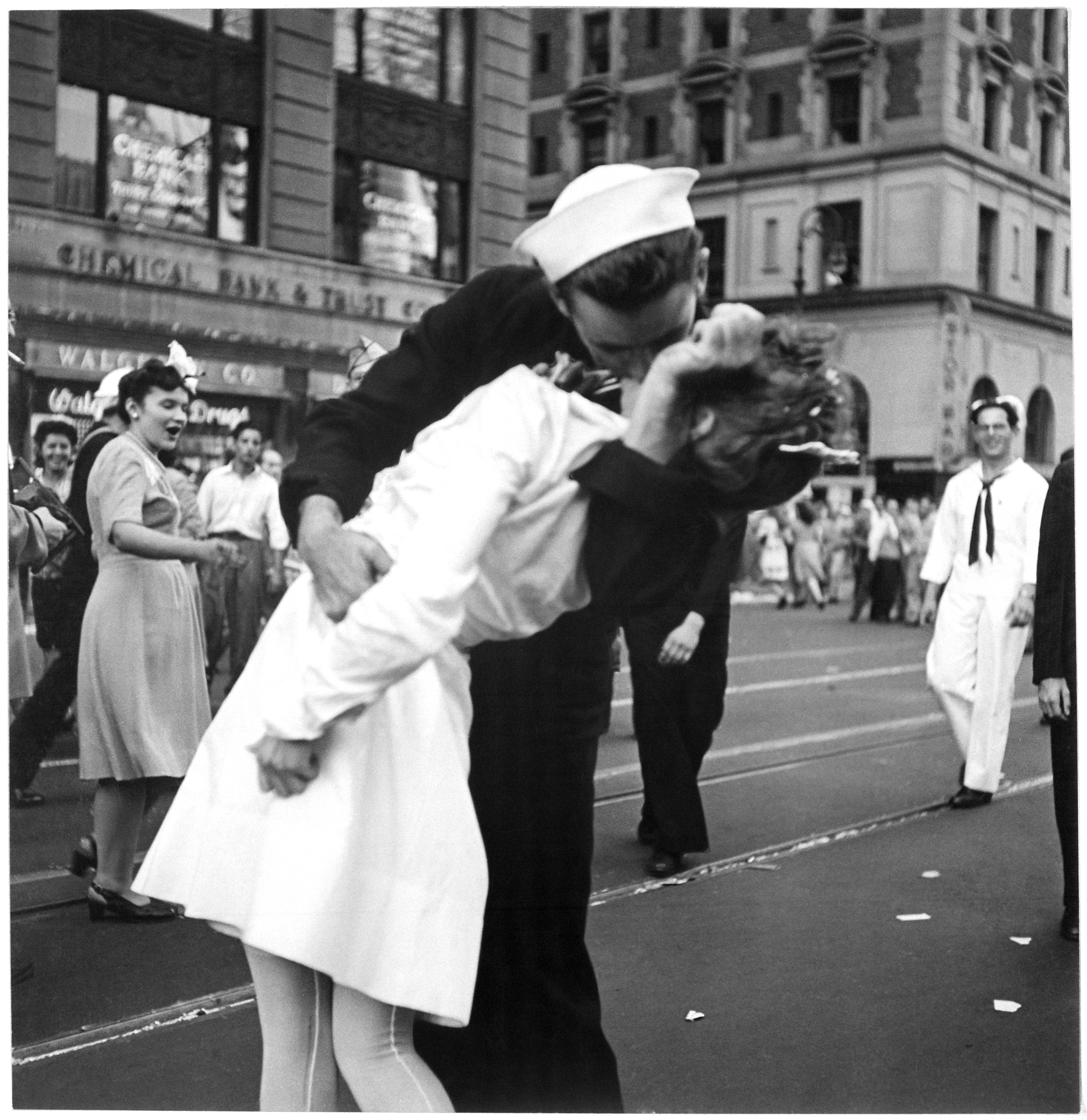
《胜利之吻》

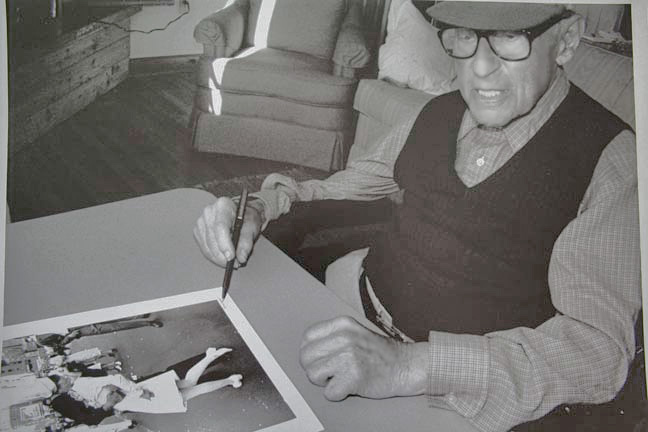
1995年8月23日，阿尔弗雷德·艾森施泰特在《胜利之吻》照片上签名。

1. ↑  V-J Day in Times Square in The Photo Book (London: Phaidon, 2000; ISBN 0-7148-3937-X), p.134. V-Day in Twentieth Century Photography: Museum Ludwig Cologne (Cologne: Taschen, 2005; ISBN 3-8228-4083-1), pp. 148–9.
2. ↑  Harnisch, Larry. . Los Angeles Times. Tribune Company. August 14, 2005  [June 3, 2011]. （原始内容存档于2019-06-06）.
3. ↑  网易. . news.163.com. 2019-02-19  [2019-02-19]. （原始内容存档于2019-07-17）.
4. ↑  . www.xinhuanet.com.   [2019-02-19]. （原始内容存档于2020-10-26）.
5. ↑  glory. . 文汇快讯. 2019-02-19  [2019-02-20]. （原始内容存档于2019-02-20）.

## 外部連結
- V-J Images from Life, article and slideshow
- "V-J Day − Is He the Real McCoy? （页面存档备份，存于）" The Art Quarterly, 2007
- Oladipo, Gloria. . The Guardian (London). 6 March 2024  [7 March 2024].